# الأدب الميسور في اللغة الكنادية

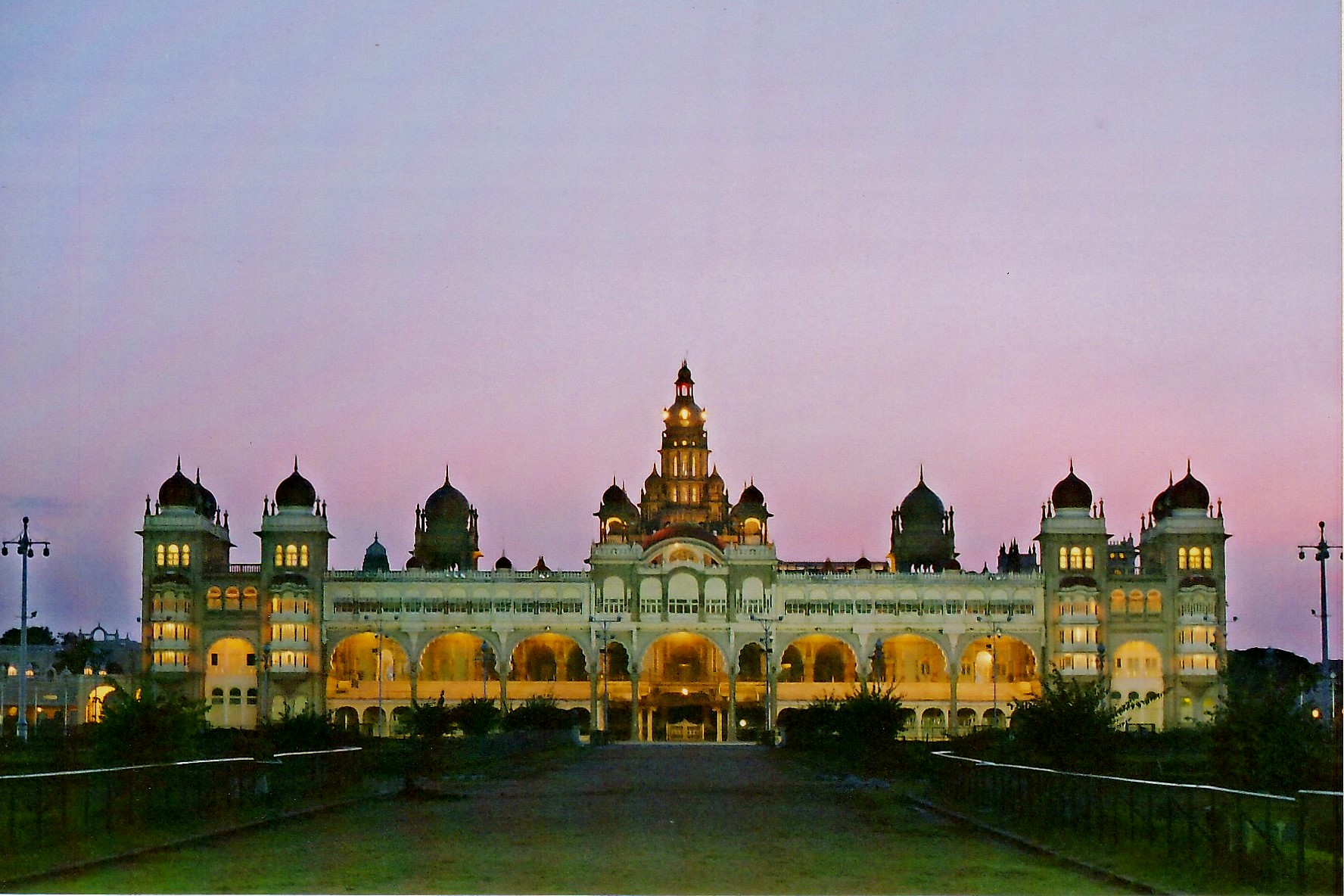

الأدب الميسور في اللغة الكنادية هو مجموعة من مؤلفات أدبية أُلفت باللغة الكنادية في مملكة ميسور التاريخية في جنوب الهند وكُتبت بالنص الكنادي. يعود تاريخ الكتابات إلى مملكة ميسور، التي كانت موجودة منذ عام 1600 تقريبًا وحتى تأسيس الهند الحديثة في عام 1947. الكثير من الأعمال المكتوبة في هذا الأدب حول موضوعات دينية مُعنون بفيراشيفا وفيشنافا تقديرًا للعقيدتين اللتين شكلتا الأدب وعززتاه حتى حلول العصر الحديث. رغم الانخفاض التدريجي في شعبية الجاينية، أنتج المؤلفون المخلصون للعقيدة بعض الأعمال الحسنة. كُتب عن موضوعات دنيوية تتناول مجالًا واسعًا من المواضيع أيضًا. ازدهر أدب الكنادا لفترة وجيزة في بلاط مملكة أسرة ناياكاس في كلادي التي ضُمت أرضها إلى ميسور في عام 1763.
في عصر التجديد والإبداع، أعاد بعض شعراء البلاط الميسوري إحياء نوع تشامبو الكلاسيكي (تركيبة من النثر والشعر)، وهو شكل من أشكال الكتابة ساد في اللغة الكنادية قبل القرن الثالث عشر، واستهل الكتابة حول التاريخ الحديث. تعزز أدب الياكشاغانا، وهو شكل من أشكال الأدب الدرامي المحلي الموجه لجمهور ريفي، في المناطق الساحلية والمرتفعة في القرن السادس عشر واكتسب شعبية ثم انتشر إلى ميسور وييلاندور. أُعيد إحياء أدب حركة هارديساس الجوالة، الذي كان رائجًا في القرن الخامس عشر والسادس عشر، في القرن الثامن عشر والتاسع عشر، وكان له تأثير قوي على التعبّدية في المناطق الناطقة باللغة الكنادية. أعاد بعض الشعراء الترويج لنمط فاتشانا الشعري بينما كتب آخرون مقتطفات أدبية وعقائد مبنية على شريعة فيراشيفا من القرن الثاني عشر. جلبت التطورات الاجتماعية في القرن التاسع عشر تأثير الأدب الإنجليزي والأدب السنسكريتي الكلاسيكي، ما نتج عنه ولادة النثر الحديث، والسرد النثري والأدب المسرحي.
لم يقتصر رجال المعرفة في بلاط ميسور الملكي على شعراء البلاط فحسب، الذين كانوا غزيري الإنتاج فعلًا، بل اشتمل على الحكام أنفسهم في بعض الأحيان. في فترة ما بعد فيجاياناغارا، بدأ نوع جديد من الشعر الغنائي، نوع لم يكن مرتبطًا بالبلاط الملكي وكان يكتبه الشعراء المتمردون، باكتساب شعبية. ساد نطاق واسع من الموازين، منها الأصلي ومنها السنسكريتي، من بينها موازين تريبادي (شعر من ثلاثة أبيات)، وشاتبادي (شعر من ستة أبيات) وشابتابادي (شعر من سبعة أبيات)، وغاديا (نثر).

## أدب ما قبل القرن السادس عشر
بحلول أواسط القرن السادس عشر، كان أدب الكنادا قد تأثر بثلاثة تطورات اجتماعية دينية هامة: الجاينية (بين القرنين التاسع والثاني عشر)، والفيراشيفاوية (عبادة الإله شيفا، من القرن الثاني عشر)، والفيشناوية (عبادة الإله فيشنو، من القرن الخامس عشر). بالإضافة إلى استمرار رواج الكتابة عن المواضيع الدنيوية طوال هذه الفترة.
كانت أعمال الجاينية مكتوبة على ميزان تشامبو الكلاسيكي وكانت تتمحور حول حيوات التيرثانكارا (القديسين)، والأمراء والشخصيات المقترنة بالجاينية. كُتب معظم أدب الفيراشيفاوية (1150 – 1200)، الذي ضم قصائد فصيحة تُدعى بالفاتشانا (حرفيًا يعني «تعبير» أو «مقولة») روجت لعبادة الإله شيفا، في هيئة قصائد نثرية، وعلى ميزان تريبادي بدرجة أقل. منذ القرن الثالث عشر، جعل الأدباء الفيراشيفاويون قديسي القرن الثاني عشر أبطال كتاباتهم وأنشأوا موازين أصلية مثل الريغالي (تأليف غنائي مكتوب في شعر مرسل) والشاتبادي.